# Guy III. de Pontailler

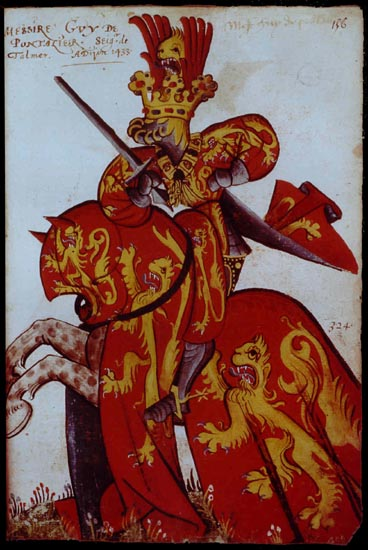
Guy III. de Pontailler

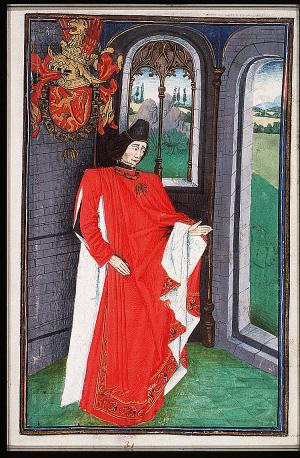
Guy III. de Pontailler im Statuten- und Wappenbuch des Ordens vom Goldenen Vlies in Den Haag, Königliche Bibliothek, KB 76 E 10

Guy III. de Pontailler († wohl 1437) war ein burgundischer Militär und Diplomat. Im Jahr 1433 wurde er in den Orden vom Goldenen Vlies aufgenommen.

## Leben
Guy III. de Pontailler war der Sohn von Guy II. de Pontailler, Seigneur de Talmay etc., Marschall und Gouverneur des Herzogtums Burgund, und dessen zweiter Ehefrau Marguerite d’Anglure. Durch den Tod seiner älteren Brüder Jacques und Jean in der Schlacht bei Nikopolis erbte er die Güter der Familie und wurde Seigneur de Talmay, d’Heuilley, de Fénay, de Chévigny, de Saulon, de Villeneuve, de Barges, de Tart et de Nogent. Guy III. war Stellvertreter des Herzogs von Burgund als Lieutenant général im Artois, burgundischer Botschafter beim Konzil von Basel und in Savoyen, zudem Mitglied im Grand Conseil und im Conseil Étroit des Herzogs. Auf dem 3. Ordenskapitel in Dijon im Jahr 1433 wurde er in den Orden vom Goldenen Vlies aufgenommen (Diplom Nr. 32).

## Familie
Er heiratete in erster Ehe am 17. Mai 1402 Claude de Bourbon-Montperroux, Dame de Saint-Leger et de Fourcheret, die am 1. Oktober 1429 zuletzt bezeugt ist und vor 1434 starb. Sie war die Tochter von Gérard de Bourbon, Seigneur de Montperroux, und Béatrix de Raguet. Die Ehe blieb kinderlos. In zweiter Ehe heiratete er Marguerite de Cusance, Dame de Flagey, die ihn überlebte und in zweiter Ehe Charles de Vergy, Seigneur d’Autrey († 1467) heiratete; sie ist 1444 zuletzt bezeugt. Aus dieser Ehe stammt sein Sohn und Erbe Guillaume II. de Pontailler, der 1471 in der Schlacht bei Buxy fiel.